# Онцила
Онцила или тиграста мачка (Leopardus tigrinus) је јужноамеричка врста сисара из породице мачака (Felidae). 

## Распрострањеност
Ареал онциле обухвата већи број држава у јужној Америци. 
Врста је присутна у Аргентини, Боливији, Бразилу, Венецуели, Гвајани, Колумбији, Панами, Парагвају, Перуу, Костарици, Еквадору, Суринаму и Француској Гвајани.

## Станиште
Станишта врсте су шуме, планине и саване. Врста је присутна на подручју реке Амазон у Јужној Америци.

## Начин живота
Број младунаца које женка доноси на свет је обично 1-4, просечно 1,12.

## Подврсте
Онцила се дели на 3 подврсте:
- Leopardus tigrinus tigrinus;
- Leopardus tigrinus oncilla;
- Leopardus tigrinus pardinoides.

## Угроженост
Ова врста се сматра рањивом у погледу угрожености врсте од изумирања.